# Касьяненко Олег Якович
Олег Якович Касьяненко (нар. 16 червня 1923, місто Пирятин, тепер Полтавської області — 2 січня 1995, місто Київ) — український радянський партійний діяч, міністр легкої промисловості УРСР. Депутат Верховної Ради УРСР 9—11-го скликань. Член Ревізійної комісії КПУ в 1976—1981 р. Кандидат у члени ЦК КПУ в 1981—1990 р.

## Біографія
У 1941—1946 роках — служив у Червоній армії: командир 45-мм гармати 37-го окремого гвардійського винищувального протитанкового дивізіону 35-ї гвардійської стрілецької дивізії на Сталінградському фронті. Закінчив курси заступників командирів по політичній частині, командир взводу. Учасник німецько-радянської війни.
Член ВКП(б) з 1944 року.
У 1951 році закінчив факультет технології взуттєвого виробництва Київського технологічного інституту легкої промисловості.
У 1952—1958 роках — контролер, старший контролер Міністерства державного контролю Української РСР.
У 1958—1959 роках — заступник начальника, начальник 3-го пошивного цеху Київської взуттєвої фабрики № 1.
У 1959—1963 роках — директор Київської взуттєвої фабрики № 1.
У 1963—1965 роках — начальник Управління легкої промисловості Ради народного господарства Київського економічного району (раднаргоспу).
У 1965—1970 роках — завідувач відділу легкої і харчової промисловості Управління справами Ради Міністрів УРСР.
У 1970 — травні 1972 року — 1-й заступник міністра легкої промисловості Української РСР.
6 травня 1972 — 22 січня 1987 року — міністр легкої промисловості Української РСР.
3 1987 року — на пенсії в Києві.

## Звання
- старший лейтенант

## Нагороди
- два ордени Трудового Червоного Прапора
- орден Вітчизняної війни 2-го ст. (5.11.1942)
- орден Вітчизняної війни 1-го ст. (6.04.1985)
- орден Червоної Зірки (30.06.1945)
- медалі